# Get Down (Gilbert O'Sullivan)
"Get Down" is een nummer van de Ierse singer-songwriter Gilbert O'Sullivan. Het verscheen op zijn album I'm a Writer, Not a Fighter uit 1973. Op 9 maart van dat jaar werd het uitgebracht als de eerste single van het album.

## Achtergrond
"Get Down" is geschreven door O'Sullivan en geproduceerd door Gordon Mills. O'Sullivan gebruikte de melodie al langer tijdens repetities voor zijn optredens. Later besloot hij om er een volledig lied omheen te schrijven. Het is een meer uptempo lied dan zijn vorige singles. In de tekst klinkt het alsof O'Sullivan zingt over een hond (vandaar het bevel "Get down!", in het Nederlands ook wel "Af!"), maar het lied gaat eigenlijk over een vrouw die zich als een hond gedraagt en op hem springt.
"Get Down" werd een nummer 1-hit in de Britse UK Singles Chart, Ierland en Duitsland, terwijl in de Amerikaanse Billboard Hot 100 de zevende plaats werd bereikt. Ook kwam het in onder meer Argentinië, Australië, Canada, Denemarken, Frankrijk, Italië, Nieuw-Zeeland, Noorwegen, Oostenrijk, Spanje, Zuid-Afrika en Zwitserland in de top 10 terecht. In Nederland piekte de single op de derde plaats in zowel de Top 40 als de Daverende Dertig, terwijl in Vlaanderen de tweede plaats in een voorloper van de Ultratop 50 werd gehaald.
"Get Down" is te horen in een aflevering van de anime Maison Ikkoku uit 1986 en in de film The Harry Hill Movie uit 2013. Volgens Richard Finch, basgitarist van KC and The Sunshine Band, vormde het lied de inspiratie voor hun single "Get Down Tonight" uit 1975.

## Hitnoteringen

### Nederlandse Top 40
| Hitnotering: 31-03-1973 t/m 09-06-1973 | Hitnotering: 31-03-1973 t/m 09-06-1973 | Hitnotering: 31-03-1973 t/m 09-06-1973 | Hitnotering: 31-03-1973 t/m 09-06-1973 | Hitnotering: 31-03-1973 t/m 09-06-1973 | Hitnotering: 31-03-1973 t/m 09-06-1973 | Hitnotering: 31-03-1973 t/m 09-06-1973 | Hitnotering: 31-03-1973 t/m 09-06-1973 | Hitnotering: 31-03-1973 t/m 09-06-1973 | Hitnotering: 31-03-1973 t/m 09-06-1973 | Hitnotering: 31-03-1973 t/m 09-06-1973 | Hitnotering: 31-03-1973 t/m 09-06-1973 | Hitnotering: 31-03-1973 t/m 09-06-1973 |
| Week                                   | 1                                      | 2                                      | 3                                      | 4                                      | 5                                      | 6                                      | 7                                      | 8                                      | 9                                      | 10                                     | 11                                     |                                        |
| -------------------------------------- | -------------------------------------- | -------------------------------------- | -------------------------------------- | -------------------------------------- | -------------------------------------- | -------------------------------------- | -------------------------------------- | -------------------------------------- | -------------------------------------- | -------------------------------------- | -------------------------------------- | -------------------------------------- |
| Nummer                                 | 23                                     | 13                                     | 8                                      | 3                                      | 5                                      | 6                                      | 11                                     | 14                                     | 28                                     | 38                                     | 39                                     | uit                                    |

### Daverende Dertig
| Hitnotering: 24-03-1973 t/m 26-05-1973 | Hitnotering: 24-03-1973 t/m 26-05-1973 | Hitnotering: 24-03-1973 t/m 26-05-1973 | Hitnotering: 24-03-1973 t/m 26-05-1973 | Hitnotering: 24-03-1973 t/m 26-05-1973 | Hitnotering: 24-03-1973 t/m 26-05-1973 | Hitnotering: 24-03-1973 t/m 26-05-1973 | Hitnotering: 24-03-1973 t/m 26-05-1973 | Hitnotering: 24-03-1973 t/m 26-05-1973 | Hitnotering: 24-03-1973 t/m 26-05-1973 | Hitnotering: 24-03-1973 t/m 26-05-1973 | Hitnotering: 24-03-1973 t/m 26-05-1973 |
| Week                                   | 1                                      | 2                                      | 3                                      | 4                                      | 5                                      | 6                                      | 7                                      | 8                                      | 9                                      | 10                                     |                                        |
| -------------------------------------- | -------------------------------------- | -------------------------------------- | -------------------------------------- | -------------------------------------- | -------------------------------------- | -------------------------------------- | -------------------------------------- | -------------------------------------- | -------------------------------------- | -------------------------------------- | -------------------------------------- |
| Nummer                                 | 30                                     | 18                                     | 10                                     | 8                                      | 3                                      | 4                                      | 5                                      | 10                                     | 12                                     | 23                                     | uit                                    |

### NPO Radio 2 Top 2000
| Nummer met noteringen in de NPO Radio 2 Top 2000 | '99  | '00 | '01 |
| ------------------------------------------------ | ---- | --- | --- |
| Get Down                                         | 1531 | -   | 970 |

1. ↑  Een '-' betekent dat het nummer niet was genoteerd en een vetgedrukt getal geeft de hoogste notering aan.
2. ↑  Deze tabel is bijgewerkt tot en met de laatste editie (2024).